# Кръв и пот
„Кръв и пот“ (на английски: Pain & Gain) е щатска екшън комедия от 2013 г. на режисьора Майкъл Бей, с участието на Марк Уолбърг, Дуейн Джонсън и Антъни Маки.